# Коулмен (Джорджія)
Коулмен (англ. Coleman) — переписна місцевість (CDP) в США, в окрузі Рендолф штату Джорджія. Населення — 116 осіб (2020).

## Географія
Коулмен розташований за координатами 31°40′8″ пн. ш. 84°53′33″ зх. д. / 31.66889° пн. ш. 84.89250° зх. д. (31.668923, -84.892630).  За даними Бюро перепису населення США в 2010 році переписна місцевість мала площу 1,60 км², з яких 1,58 км² — суходіл та 0,02 км² — водойми.

## Демографія
Згідно з переписом 2010 року, у переписній місцевості мешкало 127 осіб у 57 домогосподарствах у складі 36 родин. Густота населення становила 79 осіб/км².  Було 89 помешкань (56/км²).
Расовий склад населення:
| - 65,4 % — чорних або афроамериканців - 32,3 % — білих - 2,4 % — осіб інших рас |

До двох чи більше рас належало 0,0 %. Частка іспаномовних становила 2,4 % від усіх жителів.
За віковим діапазоном населення розподілялося таким чином: 22,0 % — особи молодші 18 років, 64,6 % — особи у віці 18—64 років, 13,4 % — особи у віці 65 років та старші. Медіана віку мешканця становила 44,5 року. На 100 осіб жіночої статі у переписній місцевості припадало 84,1 чоловіків;  на 100 жінок у віці від 18 років та старших — 83,3 чоловіків також старших 18 років.
Цивільне працевлаштоване населення становило 0 осіб. 